# 신진욱
신진욱(申鎭旭, 1924년 5월 27일~2014년 10월 9일)은 대한민국의 정치인이다. 제8·14대 국회의원을 지냈다.

## 역대 선거 결과
|  | 21.74% |

|  | 34.56% |

|  | 39.55% |

|  | 56.33% |

|  | 15.84% |

|  | 15.58% |

|  | 13.82% |

|  | 13.82% |

|  | 29.2% |

|  | 0% |

|  | 6.44% |

|  | 7.9% |